# زهرا نژادبهرام

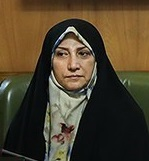
زهرا نژادبهرام

زهرا نژادبهرام (متولد ۱۳۴۲) سیاستمدار اصلاح‌طلب ایرانی و اولین معاون فرماندار زن در ایران است.
او برای شرکت در انتخابات شورای شهر تهران در سال ۱۳۹۶ نامزد شد و در لیست امید قرار گرفت. او از دوستان نزدیک شهیندخت مولاوردی است و مدتی دبیر ستاد جذب سرمایه‌گذاری خارجی و نیز مدیر کل دفتر اجتماعی و انتخابات استانداری تهران بوده‌است. نژادبهرام موفق به اخذ بورس دولت خاتمی برای دکتری علوم سیاسی از دانشگاه لندن شده‌است.

## آثار
- موانع مشارکت سیاسی زنان در ایران، زهرا نژادبهرام، ناشر: رسانش - ۱۳۸۸

## حواشی
او با انتشار عکسی از فرزند خواهرش  در اینستاگرام و تیتر ((پسر گلم بزرگ میشه دور از ما آرمین ما کاناداست)) حواشی را پیرامون خود درست کرد. پست عجیب این عضو شورای شهر با واکنش کاربران فضای مجازی همراه بود و آن را به نوعی فخر فروشی دانسته و نظرات جالب و کنایه آمیزی را در جواب نژاد بهرام نوشته‌اند.